# 张家湾街道
张家湾街道，是中华人民共和国湖北省武汉市洪山区下辖的一个乡镇级行政单位。

## 行政区划
张家湾街道下辖以下地区：
三桥社区、农科院社区、张家湾社区、建材社区、南湖社区、列电社区、长征社区、光霞社区、长江社区、烽火社区、毛坦社区和胜利社区。